# Gare de Pins-Justaret
Gare de Pins-Justaret – przystanek kolejowy w Pins-Justaret, w departamencie Górna Garonna, w regionie Oksytania, we Francji.
Został otwarty w 1861 przez Compagnie des chemins de fer du Midi et du Canal latéral à la Garonne. Jest przystankiem kolejowym Société nationale des chemins de fer français (SNCF), obsługiwanym przez pociągi TER Midi-Pyrénées.

## Położenie
Znajduje się na wysokości 158 m n.p.m., na km 17,420 linii Portet-Saint-Simon – Puigcerda, pomiędzy stacjami Portet-Saint-Simon i Venerque - Le Vernet.